# Шунан
Шунан (перс. شونان) — село в Ірані, у дегестані Вірмуні, в Центральному бахші, шагрестані Астара остану Ґілян. За даними перепису 2006 року, його населення становило 34 особи, що проживали у складі 6 сімей.